# Sant Miquel de Mas Palou
Sant Miquel de Mas Palou és una església del municipi de la Baronia de Rialb (Noguera) que forma part de l'Inventari del Patrimoni Arquitectònic de Catalunya.

## Situació
Es troba a la part central del terme municipal, sobre uns plans ocupats per camps de conreu que s'estenen a l'extrem sud de la serra de Palou que baixa de Pallerols. Els camps queden sobre el marge esquerre del Rialb, entre el torrent de Cornudella i el mateix riu Rialb. Està al costat del Mas de Palou, anomenat també Palou del Riu. S'hi va per una pista forestal d'uns 4 km, que s'inicia al km.3 de la carretera del Forat de Bulí.

## Descripció

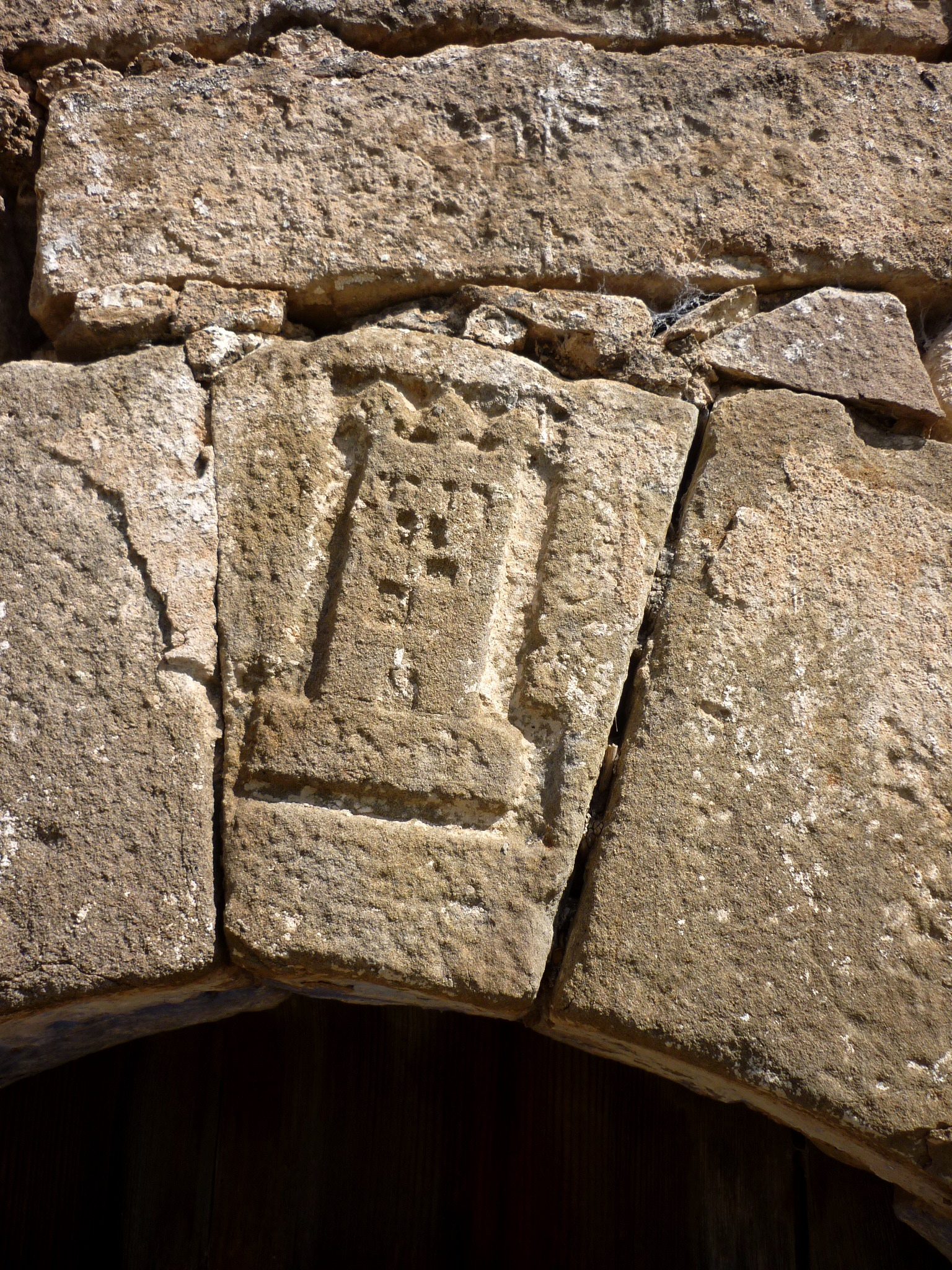
Clau de volta del portal

És un edifici d'una sola nau i cobert per volta de canó, sense absis diferenciat. La planta és totalment rectangular només alterada per dos contraforts afegits posteriorment. A l'interior hi ha dues pilastres interrompudes a una certa alçada, com si corresponguessin a un primer projecte de nau coberta amb volta de canó reforçada per arcs torals que no s'arribaren a fer. Només hi ha dues finestres, una rectangular i una d'esqueixada. La porta és d'arc de mig punt amb dovelles ben tallades. La clau de volta té una torre tallada en baix relleu. L'interior és arrebossat. El parament és format per carreus petits, visibles a l'exterior, ben tallats, sense polir i disposats en filades uniformes i regulars. El primer projecte inacabat podria data del segle xi, però el tipus d'aparell és propi del segle xii.